# Invaders Must Die
Invaders Must Die je páté studiové album skupiny The Prodigy. Album bylo distribuováno společností Cooking Vinyl.
21. října 2009 bylo album představeno na stránkách The Prodigy se dvěma CD obaly a na jednom DVD. Invaders Must Die Special Edition obsahovalo vlastní albové remixy a jiný obal. DVD obsahovalo hudební videa a živé vystoupení.
Koncert Invaders Must Die tour v Praze se uskutečnil 27. listopadu 2009. Předkapelou byla skupina Enter Shikari.

## Seznam skladeb
1. „Invaders Must Die“ – 4:55
2. „Omen“ – 3:36
3. „Thunder“ – 4:08
4. „Colours“ – 3:27
5. „Take Me to the Hospital“ – 3:39
6. „Warrior's Dance“ – 5:12
7. „Run With the Wolves“ – 4:24
8. „Omen Reprise“ – 2:14
9. „World's On Fire“ – 4:50
10. „Piranha“ – 4:05
11. „Stand Up“ – 5:30

### Bonusové skladby na speciální edici
Disk 1
1. „The Big Gundown“
2. „Wild West“
3. „Omen (Live at Rock Am Ring 2009)“

Disk 2
1. „Invaders Must Die (Liam H Re-amped Version)“
2. „Invaders Must Die (Chase and Status Remix)“
3. „Omen (Noisia Remix)“
4. „Omen (Herve’s End Of The World Remix)“
5. „Warrior's Dance (Future Funk Squad’s ‘Rave Soldier’ Mix)“
6. „Warrior's Dance (Benga Remix)“
7. „Warrior's Dance (South Central Remix)“
8. „Take Me to the Hospital (Rusko Remix)“
9. „Take Me to the Hospital (Sub Focus Remix)“
10. „Take Me to the Hospital (Josh Homme and Liam H’s Wreckage Mix)“
11. „Take Me to the Hospital (Losers Middlesex A&E Remix)“
12. „Invaders Must Die (Yuksek Remix)“
13. „Thunder (Bang Gang Remix)“

DVD speciální edice
1. „Invaders Must Die“ (video)
2. „Omen“ (video)
3. „Warriors Dance“ (video)
4. „Take Me to the Hospital“ (video)
5. „World's on Fire“ (live video)
6. „Warrior’s Dance“ (live video)
7. „Run“ (Live video)
8. „Take Me to the Hospital“ (Big Day Out Australia 2009)

### Bonusové skladby na iTunes
1. „Invaders Must Die (Chase and Status Remix)“ – 5:09
2. „Omen (Edit)“ – 3:14
3. „Track By Track Talk Through“ – 16:44

## Sestava
Invaders Must Die je od alba The Fat of the Land první, na kterém se objevil všichni tři členové skupiny:
- Keith Flint – zpěv
- Liam Howlett – klávesy, produkce
- Maxim Reality – zpěv

Hosté:
- Amanda Ghost – doprovodné vokály ("Colours")
- Dave Grohl – bicí ("Run With The Wolves", další na "Stand Up")
- Tim Hutton – kytara ("Colours") , lesní roh ("Piranha")
- James Rushent – co-producent ("Invaders Must Die", "Omen")